# James Hook (jogador de rugby union)
James Hook (27 de junho de 1985) é um jogador de rugby galês.